# Colle della Tourette
Il colle della Tourette è un valico del Massiccio Centrale situato nel dipartimenti della Lozère, nella regione dell'Occitania.

## Descrizione
Sovrasta un'ansa del fiume Lot che scorre a sud del passo, mentre a nord si scende nella valle del suo affluente, il Ruisseau de Banacho. È raggiungibile tramite la route nationale 88; qui, inoltre, aveva fine la route nationale 101, ora D901. La discesa dal passo può diventare pericolosa a causa del maltempo.

## Storia
Il 29 maggio 1944 ventisette partigiani dell'Esercito segreto vennero fucilati in un burrone presso la ferrovia a valle del valico.

## Sport
Ha fatto parte del percorso della quindicesima tappa del Tour de France 2015.